# Mortantsch
Mortantsch là một đô thị thuộc huyện Weiz thuộc bang Steiermark, nước Áo. Đô thị Mortantsch có diện tích 17,58 km², dân số thời điểm cuối năm 2005 là 1987 người.